# Itatiaia, Brasilien
Itatiaia är en kommun belägen i delstaten Rio de Janeiro. Befolkningen var 30 240 år 2015 och kommunens storlek är 245 km².